# عبد الخالق اللوزاني
عبد الخالق اللوزاني (13 يوليو 1945 - 6 فبراير 2021) كان مدرب كرة قدم مغربي.
توفي في 6 فبراير 2021 عن عمر ناهز 75 عاما بسبب مضاعفات فيروس كورونا.

## إنجازاته
- أولمبيك خريبكة :

- البطولة العربية للأندية الفائزة بالكؤوس : اللقب سنة 1996

## روابط خارجية
- عبد الخالق اللوزاني على موقع قاعدة بيانات كرة القدم.إي يو (الإنجليزية)